# Max Emanuel Cenčić
Max Emanuel Cenčić  (Zagreb, 21. rujna 1976.) hrvatski je operni pjevač, sopran i kontratenor.

## Životopis
Od 1986. do 1987. pjevao je kao solo pjevač sopran u zboru “Bečkih dječaka“ (Wiener Sängerknaben)” u Beču. 
Od 1992. do 1997. napravio je svoju prvu karijeru kao sopran solist nakon promjene glasa. Posebnom tehnikom pjevanja razvio svoj glas tako da mu je moguće nastaviti pjevati sopranom.

## Nagrade i priznanja
- 2010. - nagrada Orlando za najbolje umjetničko ostvarenje u Glazbenom programu 61. Dubrovačkih ljetnih igara[1]

## Vanjske poveznice
- Službena stranica Maxa Emanuela Cenčića
- Diskografia
- [neaktivna poveznica]